# Венславы
Венславы (укр. Венслави) — село,
Риговский сельский совет,
Лохвицкий район,
Полтавская область,
Украина.
Код КОАТУУ — 5322685802. Население по переписи 2001 года составляло 262 человека.

## Географическое положение
Село Венславы примыкает к селу Риги.

## Экономика
- Молочно-товарная ферма (не работает).